# How Great Thou Art (brano musicale)
How Great Thou Art è un inno cristiano basato su una melodia svedese e su una poesia scritta dal poeta svedese Carl Boberg nel 1885 dal titolo O store Gud. Il testo è stato tradotto e adattato dallo svedese in tedesco (nel 1907) e quindi in russo (nel 1912), prima di essere poi tradotto in inglese negli anni '20 dal missionario Stuart K. Hine, che aggiunse altri due versi scritti da lui. 

## Interpreti
Il brano è stato interpretato da tantissimi artisti tra cui Dixie Carter, Alan Jackson, Dolly Parton, Elvis Presley, Carrie Underwood, Charlie Daniels, Burl Ives, Martina McBride, Roy Rogers, George Beverly Shea e Connie Smith. Nel 2014 è stata interpretata anche dal gruppo Home Free.